# Arnaud Labbe
Arnaud Labbe, född 3 november 1976 i Creil, är en fransk professionell tävlingscyklist. Han tävlar för det franska UCI ProTour-stallet Bouygues Télécom. Labbe tävlar i landsvägscyklist och cykelcross.
Arnaud Labbe blev professionell med Auber 93 inför säsongen 2005. Inför säsongen 2006 blev han kontrakterad av Bouygues Télécom.
Han slutade trea på de franska nationsmästerskapen i cykelcross under säsongerna 2003, 2005 och 2008. Han slutade tvåa i nationsmästerskapen bakom John Gadret under säsongen 2004.
Under sitt första år som professionell landsvägscyklist, 2005, vann han etapp 2 av Tour de la Manche. Han slutade tvåa på etapp 3 av samma tävling efter landsmannen Florian Morizot. I slutet av tävlingen blev det klart att Arnaud Labbe också hade slutat tvåa i tävlingen bakom lagkamraten Maxime Mederel. Tidigare under säsongen 2005 slutade han trea på etapp 1 under Étoile de Bessèges bakom Freddy Bichot och Maxime Monfort. Han slutade också trea i tävlingen efter samma cyklister.

## Meriter
- 2003
  - 3:a, Nationsmästerskapen - cykelcross
  - 10:a, Världsmästerskapen - cykelcross
- 2004
  - 2:a, Nationsmästerskapen - cykelcross
- 2005
  - 1:a, etapp 2, Tour de la Manche
  - 2:a, etapp 3, Tour de la Manche
  - 2:a, Tour de la Manche
  - 3:a, Nationsmästerskapen - cykelcross
  - 3:a, etapp 1, Étoile de Bessèges
  - 3:a, Étoile de Bessèges
- 2008
  - 3:a, Nationsmästerskapen - cykelcross

## Resultat i Grand Tour

### Giro d'Italia
- 2006 : 116:a
- 2007 : avslutade loppet efter etapp 10

### Vuelta a España
- 2008 : 108:a

## Stall
- 2005 Auber 93
- 2006- Bouygues Télécom